# Station Kłudna
Station Kłudna is een spoorwegstation in de Poolse plaats Kłódno.